# Championnat de France de Formule Renault
Le championnat de France de Formule Renault a été créé en 1971 sous l'appellation Critérium de Formule Renault. Ce championnat aura des dénominations différentes au cours des années.
En 2008, le championnat de France de Formule Renault, devient la Formula Renault 2.0 West European Cup en intégrant les manches organisées en Espagne, au Portugal et en Belgique. Un classement annexe, réservé aux pilotes français, pour les courses disputées en France, désigne cependant toujours un champion de France. Ce championnat a pris fin en 2009.

## Palmarès
| Année                                                | Vainqueur                    |
| Critérium de Formule Renault                         | Critérium de Formule Renault |
| ---------------------------------------------------- | ---------------------------- |
| 1971                                                 | Michel Leclère               |
| 1972                                                 | Jacques Laffite              |
| 1973                                                 | Non organisé                 |
| 1974                                                 | Non organisé                 |
| Championnat de France de Formule Renault Nationale   |                              |
| 1975                                                 | Christian Debias             |
| 1976                                                 | Alain Prost                  |
| 1977                                                 | Joël Gouhier                 |
| Championnat de France Formule Renault                |                              |
| 1978                                                 | Philippe Alliot              |
| 1979                                                 | Alain Ferté                  |
| 1980                                                 | Denis Morin                  |
| 1981                                                 | Philippe Renault             |
| Championnat de France Formule Renault Turbo          |                              |
| 1982                                                 | Gilles Lempereur             |
| 1983                                                 | Jean-Pierre Hoursourigaray   |
| 1984                                                 | Yannick Dalmas               |
| 1985                                                 | Éric Bernard                 |
| 1986                                                 | Érik Comas                   |
| 1987                                                 | Claude Dégremont             |
| 1988                                                 | Ludovic Faure                |
| Championnat de France Formule Renault                |                              |
| 1989                                                 | Olivier Panis                |
| 1990                                                 | Emmanuel Collard             |
| 1991                                                 | Olivier Couvreur             |
| 1992                                                 | Jean-Philippe Belloc         |
| 1993                                                 | David Dussau                 |
| 1994                                                 | Stéphane Sarrazin            |
| 1995                                                 | Cyrille Sauvage              |
| 1996                                                 | Sébastien Enjolras           |
| 1997                                                 | Jonathan Cochet              |
| 1998                                                 | Matthew Davies               |
| 1999                                                 | Lucas Lasserre               |
| Championnat de France Formule Renault 2000           |                              |
| 2000                                                 | Renaud Derlot                |
| 2001                                                 | Éric Salignon                |
| 2002                                                 | Alexandre Prémat             |
| 2003                                                 | Loïc Duval                   |
| 2004                                                 | Patrick Pilet                |
| Championnat de France Formula Renault 2.0            |                              |
| 2005                                                 | Romain Grosjean              |
| 2006                                                 | Laurent Groppi               |
| 2007                                                 | Jules Bianchi                |
| Formula Renault 2.0 WEC - Championnat de France FFSA |                              |
| 2008                                                 | Jean-Éric Vergne             |
| 2009                                                 | Nathanaël Berthon            |